# Recaș
Recaș (en alemany: Rekasch; en hongarès: Temesrékás; en serbi: Рекаш/Rekaš) és una ciutat del comtat de Timiș, Banat (Romania).
Sis pobles són administrats per la ciutat: Bazoș, Herneacova, Izvin, Nadăș (despoblat), Petrovaselo i Stanciova.
| En romanès  | En alemany  | En hongarès   | En serbi     |
| ----------- | ----------- | ------------- | ------------ |
| Recaș       | Rekasch     | Temesrékás    | Рекаш        |
| Bazoș       | Basosch     | Bázos         | Базош        |
| Herneacova  | Herneakowa  | Aranyág       | Хернаково    |
| Izvin       | Jezvin      | Őszény        | Извин        |
| Nadăș       | -           | Mélynádas     | No           |
| Petrovaselo | -           | Temespéteri   | Петрово Село |
| Stanciova   | Stantschowa | Sztancsafalva | Станчево     |